# Керолайн Гоук Брукс
Керолайн Гоук Брукс (28 квітня 1840—1913) — американська скульпторка та феміністка. Прославилася скульптурами з масла (не маючи грошей на мармур на початку кар'єри), для яких запатентувала метод зберігання з допомогою гіпсових зліпків.

## Життєпис
Народилась 28 квітня 1840 р. в Цинцинаті, штат Огайо. Батько Абель Гоук конструював паротяги, винайшов пожежну машину, яка працювала на пару. Художній талант Керолайн проявився ще в дитинстві, коли вона захоплювалась живописом та малюванням. Її першою роботою була скульптура голови Данте з річкової глини. У 12 років нагороджена відзнакою за воскові квіти. В 1862 році закінчила педагогічне училище імені святого Льюїса й одружилася з залізничником Семюелем Бруксом. Спочатку проживала в місті Мемфіс, штат Теннессі, де працював чоловік. Деякий час жили в Міссісіпі, в 1866 році переїхали на ферму біля Елени, округ Філіпс, штат Арканзас. Народила доньку — Мілдред. Під час творчої діяльності багато подорожувала світом. Померла в 73 роки у своїй квартирі-студії у Сент-Луїс, штат Міссурі, у 1913 році.

## Творча діяльність
На сьогодні дуже мало робіт Брук збереглися на виставках. У всесвітній історії вона залишилась не тільки як Сентеніальська скульпторка, котра ліпила із масла, але і як ініціаторка феміністичного руху.

### "Іоланта-мрійниця" на Виставці Століття

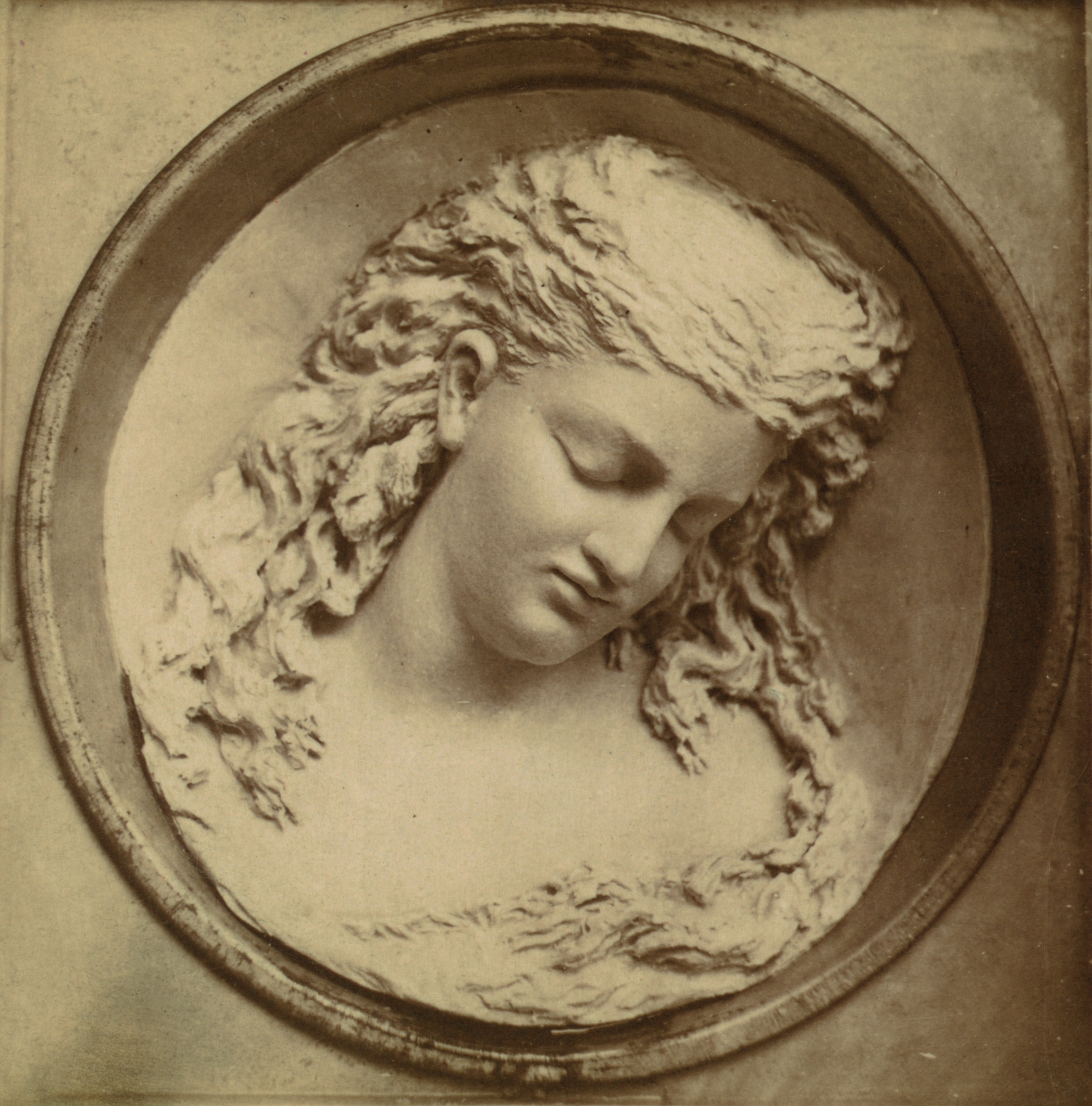
"1776 1876. Іоланта Мрійниця, донька короля Рене Генрі Герца. Етюд в маслі роботи Керолайн С. Брукс, доньки Абеля Гоука. Використані інструменти: ложка для масла, кедрові палички, соломинки від мітли і пензель з верблюжої шерсті. Створено на кухонному столі без натурниці, в молочній каструлі діаметром 15 дюймів, та привезено з Гелена Арк., через 2000 миль, на Виставку Століття. При моделюванні цього предмета використано 9 фунтів масла".

Керолайн Брукс першою з відомих американських скульпторів працювала у сфері виліпки з масла, тому її почали називати «масляною жінкою». Першу скульптуру з масла вона створила в 1867 році. Після недостачі врожаю бавовни на фермі, що було основним заробітком, Брукс знайшла додаткове джерело доходів. Сільські жінки цього часу часто створювали з масла декоративні форми, використовуючи переважно масляні шаблони, аніж ліпнину. Брукс виліплювала з масла форми мушель, тварин, облич. Вона використовувала так звані масляні весла (ложки для масла), кедрові палички, соломинки з мітли та пензлі з шерсті верблюда. Її клієнти цінували майстерність масляних скульптур, тому рівень продажу її робіт був високим. Брукс продовжувала свою діяльність, проте зробила перерву на кілька років. Відновила роботу в 1873 барельєфним портретом, який пожертвувала церковному ярмарку, який чоловік доставив туди конем, подолавши сім миль. На зароблені гроші вони укріпили дах. Один мемфісець захопився роботою Брукс і вмовив її створити портрет королеви Шотландії — Марії, аби показувати його у своїх конторах. 
В 1873 році Брукс прочитала драму у віршах «Донька короля Рене» данського драматурга Генріка Герца про принцесу Іоланту, яка не розуміла причин власної сліпоти, бо батьки приховували від неї правду, яку вона дізналась лише коли їй виповнилось шістнадцять. Персонажка надихнула Герц на скульптуру «Іоланта-мрійниця», що зображає дівчину, яка ще не знає правди. Ця робота демонструвалася в 1874 в цинцинатській галереї, після чого Брукс досягла фінансового успіху та схвалення критики. Двотижневу виставку відвідало близько двох тисяч осіб. В «Нью-Йорк Таймс» з'явилася стаття про те, що «прозорість надає обличчю багатства, ніжності, плавності — це надзвичайно вражає…», що «жоден американський скульптор не створював такого ангельського та лагідного обличчя, як в Іоланти».
Керолайн Брукс виконала й інші версії «Іоланти-Мрійниці», включаючи горельєфну. В 1876 році вони експонувалися на світовому ярмарку Виставки Століття (Сентеніалі) у Філадельфії, Пенсільванії. В Жіночому Павільйоні масляна скульптура приваблювала величезну кількість людей. Брукс запросили переїхати до основного місця експонатів, щоб та змогла продемонструвати свої вміння. Для неї це було честю, проте в Брукс була й додаткова мотивація. В той період жінок-мисткинь часто підозрювали та звинувачували, що вони нібито брали гроші на роботи в кредит і використовували їх не за призначенням. У своїй демонстрації Брукс за дев'яносто хвилин створила голову для експозиції особовому складу, в який входили урядові особи та преса. Спостерігачі були вражені, як спритним виступом з використанням необроблених інструментів для ліплення в незвичному для неї місці, так і артистичними якостями закінчення роботи. Один з путівників проголосив, що «Іоланта-Мрійниця» — це найкрасивіший та найунікальніший експонат Століття. Понад те, обставини склались так, наче це був показ трюків, де Брукс вважалась серйозною мисткинею, чиї роботи були створені традиційними методами та матеріалами. Коментарі до цього витвору були справедливими: «Труднощі, які стосуються використання такого матеріалу, повинні бути враховані. Важливо погодитись з тим, що який би матеріал не використовував митець, робота завжди демонструє, як високий рівень таланту та ідеальні відчуття, так і надмірну вишуканість та блискучість маніпуляцій».

### Після показу в Сентеніалі

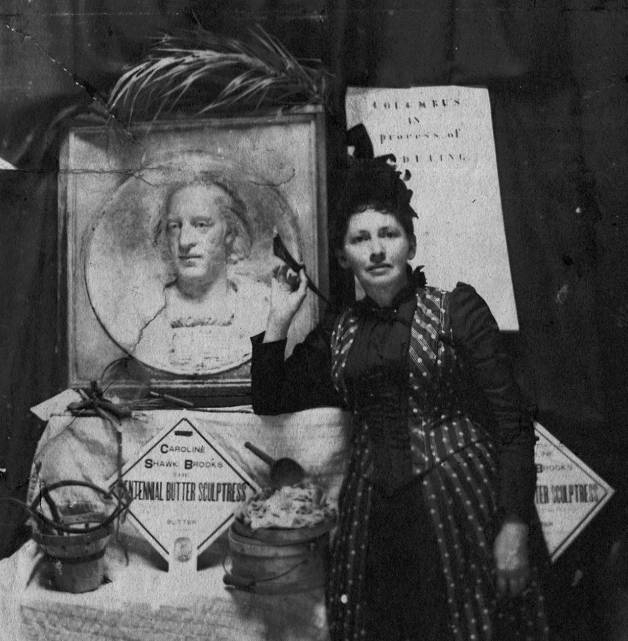
Керолайн Брукс із масляним барельєфом Колумба для Columbian Exposition в Чикаго, 1893

Після показу у Сентеніалі Брукс читала лекції та показувала своє вміння, подорожуючи багатьма містами, включаючи Нью-Йорк, Чикаго, Вашингтон та Де Мойн; у 1877, у Бостонському Залі Зброї скульпторка продемонструвала сам процес ліплення із масла, а також створила такі скульптури як Братчики та Маркіза. Наступна робота, ростовий портрет друга Діка Свівелерра із роману Ч. Дікенса «Крамниця старожитностей». За щоденні виставки у Бостоні Брукс брала плату за вхід, що допомогло їй накопичити для поїздки у Європу. У цей період Брукс розлучається з чоловіком (він вирішив залишитись в Арканзасі після того, як виграв вибори члена законодавчих зборів штату у 1882). Скульпторка відкрила у Вашингтоні студію і виліпила із масла у натуральну величину Іоланту-Мрійницю. Відвідала Всесвітню виставку 1878 у Парижі. Працівники митниці прозвали її роботу не витвором мистецтва, а «110-ма футами масла». Після відкриття студії у Нью-Йорку Брукс створила багато бюстів з 1883 до 1886. Будучи нарешті спроможною купити мармур, Брукс створила скульптури Томаса Карлайла, Мері Енн Еванс (Джордж Еліот), Джеймса Гарфілда, Лукреції Мотт та Еммануїла Сведенборга, а також серію портретів Алісії Вандербільдт (донька Корнелія Вандербільта) з її 4-ма дітьми. Брукс демонструвала свої роботи у 1893 на Всесвітній виставці у Чикаго, в тому числі й масляний барельєф Христофора Колумба, а також мармурові скульптури: «Леді Ґодіва від'їжджає, Леді Ґодіва повертається», сімейний портрет сім'ї Вандербільтів, який перейменувала на «Ла Роза», і мармурову версію «Іоланти-мрійниці». У період з 1896 по 1902 скульпторка жила у Сан-Франциско, проте про наступні роки її життя відомо мало. Облаштувала студію у власному домі, переїхавши у Сент-Луїс, штат Міссурі, де й у 1913 році померла.

### Винахідництво у масляній скульптурі
Виготовлення, перевезення та виставка масляних скульптур були досить кропіткою працею. Аби вберегти їхню делікатну структуру, Брукс створювала свої роботи у металевих молочних ваннах із товстим покривом, які пізніше розміщувала у більші ванни із льодом. Везучи з Нью-Йорка до Франції скульптуру у натуральну величину, вона відклала від'їзд, поки не переконалась, що на кораблі достатньо льоду, аби роботи вціліли до кінця подорожі. Після того було складно знайти вагон потяга з достатньою кількістю льоду для безпечної переправи від Гавру до Парижу.
Аби вберегти вироби від руйнування, скульпторка зберігала їх загорнутими у вологому приміщенні. Після піврічного зберігання оригінальної масляної скульптури «Іоланти-мрійниці» Брукс виробила метод зберігання, який не вимагав обов'язкової присутності холоду: гіпсові зліпки. Розмішаний гіпс вона вилила на скульптуру. Гіпс швидко осів, Брукс вирізала отвір на дні молочної ванни, у якій знаходився виріб, розмістила ванну над контейнером із киплячою водою, масло розтануло і витекло через отвір. Потім скульпторка вибрала залишки масла із дна ванни, в якій залишився гіпсовий негатив, всередину якого вона помістила більше гіпсу. Попри деякі труднощі зі зняттям зовнішнього шару вкінці отримала усю картинку. У 1877 році Брукс видала патент на створення масляних гіпсових зліпків, проте не використовувала їх для виготовлення скульптур з масла, а ліпила на кожну виставку нову роботу. 
В той час як інші, натхненні Керолайн Брукс, виготовляли масляну скульптуру на замовлення виробників молочної продукції для реклами, Керолайн Брукс ставилася до своїх скульптур суто як до мистецтва.